# Kedr
Kedr (ros. Кедр, znak wywoławczy lotu Wostok 1) – minisatelita krótkofalarski operowany przez RKK Energia jako część projektu ARISS i RadioSkaf. Kontynuował on zadania satelity SuitSat z 2006 roku. Nazwa satelity miała upamiętniać 50. rocznicę lotu statku Wostok 1, którego pilotem był Jurij Gagarin.
Przyjmuje się, że Kedr transmitował aż 25 pozdrowień metodą krótkofalarstwa w 15 różnych językach, przesyłał również zdjęcia Ziemi, dane telemetryczne i naukowe, oraz obrazy w systemie SSTV na częstotliwości 145,95 MHz.
Kedr został umieszczony wewnątrz statku Progress M-09M, który wystartował na rakiecie Sojuz U w kierunku Międzynarodowej Stacji Kosmicznej z wyrzutni Gagarina w kazachskim kosmodromie Bajkonur 28 stycznia 2011 roku. 3 sierpnia został wypuszczony na orbitę przez kosmonautę rezydującego na stacji podczas spaceru kosmicznego. Pracował przez 5 miesięcy. Spłonął w atmosferze 4 stycznia 2012 roku.